# Szegedi ürgés gyep
Szegedi ürgés gyep este o arie protejată (arie specială de conservare — SAC, sit de importanță comunitară — SCI) din Ungaria întinsă pe o suprafață de 187,88 ha, integral pe uscat.

## Localizare
Centrul sitului Szegedi ürgés gyep este situat la coordonatele 46°14′44″N 20°05′32″E / 46.245556°N 20.092222°E.

## Înființare
Situl Szegedi ürgés gyep a fost declarat sit de importanță comunitară în mai 2004 pentru a proteja 2 specii de animale. Situl a fost protejat și ca arie specială de conservare în februarie 2010.

## Biodiversitate
Situată în ecoregiunea panonică, aria protejată conține 1 habitat natural: Pajiști stepice panonice pe loess.
La baza desemnării sitului se află mai multe specii protejate de  mamifere (2): dihor de stepă (Mustela eversmanii), popândău (Spermophilus citellus).
Pe lângă speciile protejate, pe teritoriul sitului au mai fost identificate 21 de specii de păsări, 2 specii de amfibieni, 4 specii de mamifere, 4 specii de nevertebrate, 1 specie de reptile.